# زهور الأمراء
قرية زهور الأمراء والتي كانت تعرف سابقًا بقبور الأمراء هي إحدى القرى التابعة لمركز الدلنجات في محافظة البحيرة في جمهورية مصر العربية. حسب إحصاءات سنة 2006، بلغ إجمالي السكان في زهور الأمراء 12119 نسمة، منهم 6143 رجل و5976 امرأة، ومن أعلامها المشير محمد عبد الحليم أبو غزالة وزير الدفاع الأسبق. والشاعر الربيع الغزالي.

## التاريخ
قرية زهور الأمراء من القرى القديمة، حيث وردت باسم «قبر المرأة» في أعمال حوف رمسيس ضمن قرى الروك الصلاحي التي أحصاها ابن مماتي في كتاب قوانين الدواوين، كما وردت باسم «قبر المرأة» في أعمال البحيرة ضمن قرى الروك الناصري التي أحصاها ابن الجيعان في كتاب «التحفة السنية بأسماء البلاد المصرية». وفي العصر العثماني وردت باسم «قبر المرأة» في التربيع العثماني الذي أجراه الوالي العثماني سليمان باشا الخادم في عصر السلطان العثماني سليمان القانوني ضمن قرى ولاية البحيرة، وفي تاريخ 1228هـ/1813م الذي عدّ قرى مصر بعد المسح الذي قام به محمد علي باشا باسم «قبور الأمراء» ضمن قرى مديرية البحيرة. ويُذكر أن قرية زهور الأمراء تغير الاسم حديثًا إلى زهور الأمراء..